# Овлур
Овлур, Влур або Лавор (XII століття) — половець, який 1185 року допоміг князю Ігорю Святославичу Новгород-Сіверському втекти з полону. Згадується в літописах, є персонажем «Слова про похід Ігорів». Згідно з татищевськими звістками, оселився на Русі та одружився з дочкою тисяцького Рагуїла Добринича.

## Повідомлення джерел
Згідно з Іпатіївським літописом, влітку 1185 року, коли князь Ігор Святославич Новгород-Сіверський перебував у половецькому полоні після поразки на Каялі, до нього прийшов «чоловік, родом половчин, іменем Лавор», який запропонував разом втекти на Русь. Спочатку князь не довіряв йому, але пізніше погодився на втечу, піддавшись вмовлянням своїх наближених: виникла ймовірність того, що хани Кончак і Гза, повернувшись із руських земель, розправляться з бранцями. Якось увечері князь відправив до Лавра свого конюшого з наказом перейти річку Тор (приток Сіверського Дінця) з поводним конем. Потім він переправився сам, разом з Лавром потай проїхав через половецькі вежі та доскакав до великих лісів, що тяглися лівим берегом Сіверського Дінця. Звідти за 11 днів мандрівники дісталися пішими до найближчого руського міста — Донця.
Василь Татищев додає до цього оповідання низку подробиць. За його словами, Лавор/Лавр був наполовину русином (його мати походила з Сіверської землі), а Ігорю вирішив допомогти, бо мав «образи від деяких половців». Лавр порадив князеві влаштувати бенкет для вартових, що полегшило втечу. Приїхавши на Русь, він прийняв православ'я та отримав нагороду руку дочки тисяцького Рагуїла Добринича, а також «багато маєтків», завдяки чому його сини стали вельможами.
У «Слові про похід Ігорів» супутник князя згадується двічі — як Овлур і Влур. Він подає Ігореві з іншого берега річки знак свистом, після чого втікачі удвох скачуть у бік Русі.

## Гіпотези вчених
Ряд вчених (В. Гордлевський, К. Менгес, Н. Баскаков, О. Творогов) бачить в Овлурі та Лаврі одну людину. Можливо, Овлур — половецький варіант імені Лавр. Деякі дослідники вважають це ім'я тюркським чи інгушським. Так, професор Д. Мальсагов 1959 року припустив, що Овлур належав до одного з гірських народів Кавказу, завдяки чому міг не боятися, що половці помстяться його родичам за допомогу Ігорю. Як підтвердження своєї версії походження імені Овлур він вказав на історичну пам'ятку архітектури башта Овлура і топонім Овлургово в Інгушетії. Ряд дослідників назвали його докази з цього питання переконливими й такими, що заслуговують на увагу. За іншою версією, він був русином. На думку філолога В. Руделєва, Овлур міг організувати втечу Ігоря з дозволу Кончака і навіть міг стати автором «Слова про похід Ігорів». Дослідник А. Гогешвілі, який відстоює ідею близькості «Слова» з французьким героїчним епосом, бачить в образі Овлура «разючу подібність» з годувальником Ландрі, який у жесті «Черниця Гільйома» допомагає Гільому Оранзькому втекти з сарацинського полону.
Доповнення Татіщева до біографії Овлура/Лавра деякі вчені вважають вигадкою цього автора. Слова «його нині синові суть» (у першій редакції «Історії Російської») і «якого діти нині суть вельможами на Сіверській землі» (у другій редакції) можуть трактуватися як спроба створити ілюзію вилучення тексту з джерела, що належить до початку XIII століття. Втім, Борис Рибаков вважає, що у Татищева справді могло бути таке джерело — «рукопис, що містив фрагменти літопису Всеволода Чермного» (цей князь правив Києвом у 1211—1214 роках).

## У мистецтві
Овлур став персонажем опери Олександра Бородіна «Князь Ігор» (1890). В однойменній екранізації цієї опери (1969) Овлура грає Мустафа Ахунбаєв. Овлуру присвячено однойменну поему Єгора Самченка з циклу «Русскій. Росія» у книзі «Допомагаю жити» (1987).